# Bratrstvo (fotografická skupina)
Bratrstvo byla umělecká (fotografická) skupina, kterou založili v roce 1989 v Brně výtvarníci Martin Findeis, Václav Jirásek, Petr Krejzek, Roman Muselík a Zdeněk Sokol. Až na posledního šlo o bývalé spolužáky ze Střední uměleckoprůmyslové školy v Brně. Zpočátku však skupina působila jako kolektiv anonymních členů a měla zahrnovat i představitele dalších uměleckých oborů (malířství, grafika, architektura, hudba), což se podařilo realizovat jen zčásti a tak se projevovala převážně na poli tvůrčí fotografie. Aktivní byla rovněž hudební sekce.
| „                                 | Bratrstvo je právě tak dogmatické jako tolerantní, právě tak duchovní jako materialistické, právě tak poetické a slovanské jako tvrdě prozaické a německé, právě tak nacionalistické jako vesmírné, právě tak umělecké jako kýčovité. Bratrstvo není protestující, ale přijímající... | “ |
| — Ivan Pinkava, Fotografie 7/1992 | |   |

## Historie
Na konci 80. let vytvářeli její členové v inscenovaných fotografiích výrazně retrospektivní, exaltované figury a scény se záměrným odkazem k agitačním postavám socialistického realismu 50. let 20. století, jimž byl dáván archetypální význam. Později od začátku 90. let přešli k aranžovaným figurativním scénám s motivy romanticko-symbolického a dekadentního charakteru, kde v pojetí převažoval spíše malířský pohled.
Používali výhradně velkoformátové fotografické kamery na ploché negativy formátu 9 x 12, 13 x 18 cm a 8 x 10 palců, z nichž dělali kontaktní kopie na speciální fotopapír značky Foma Neovera s nazelenalým tónem.
U příležitosti zakládajícího sjezdu v Brně–Černých Polích v prosinci 1989 skupina vydala Manifest Bratrstva, který je v bibliofilské podobě uložen v Památníku národního písemnictví v Praze.
Skupina existovala do roku 1994.
Během své existence i krátce poté uspořádala skupina řadu samostatných výstav. Později byly její práce součástí několika hromadných přehlídek české fotografie.

## Výstavy

### Samostatné výstavy skupiny
- 1989 Topas klub, Kounicovy koleje, Brno
- 1989 Výstavní síň divadla Semafor, Praha (úvodní slovo Jiří Datel Novotný)
- 1990 Klub v Pařížské ulici 4, Praha
- 1990 Galerie mladých, Brno (úvodní slovo Alena Gálová)
- 1991 Galerie Benedikta Rejta, Louny
- 1991 Pražský dům fotografie, Praha
- 1992 Galerie Ambrosiana, Jakubská ul., Brno (úvodní slovo Vladimír Ambroz, čtení Vladimír Javorský)
- 1992 Fotogalerie Wien, Vídeň (společně s Gábinou Fárovou a Ivanem Pinkavou), (kat. M. Kudláčková)[4]
- 1994 Štátna galéria, Banská Bystrica
- 1995 Kulturní centrum ČR, Berlín, Německo
- 1996 Moravská galerie, Brno (kat. Jiří Šimáček)

### Související stránky
- Seznam uměleckých spolků v Československu a Česku